# Degrassi: Next Class (1.ª temporada)
A primeira temporada de Degrassi: Next Class (anteriormente conhecido como Degrassi) estreou em 4 de janeiro de 2016, no Canadá e foi lançado em 15 de janeiro de 2016, internacionalmente. Foi a primeira temporada a ir ao Family no Canadá e na Netflix internacionalmente.
Esta temporada segue um grupo de estudantes do ensino médio e juniores da Degrassi Community School, uma escola fictícia em Toronto, Ontário, e descreve alguns dos problemas e desafios típicos comuns à vida de um adolescente. Esta temporada vai retrata um novo ano letivo depois que os veteranos anteriores, alguns dos quais debutaram durante "The Next Generation", se formaram na temporada anterior. Esta temporada contará com outro rebranding para a série e está sendo considerada uma série independente. Contará as histórias de uma nova geração navegando no drama do ensino médio com histórias inovadoras como cyber bullying, doença mental, famílias disfuncionais, sexualidade, assédio on-line, feminismo, discriminação racial, doenças fatais e uso de drogas. Ele também terá como alvo a nova coorte de adolescentes pós-milenar conhecida como Geração Z. Em Family, o primeiro bloco seguirá o formato telenovela - novela e transmitirá todos os dias da semana durante duas semanas. Este formato foi usado nas últimas cinco temporadas da encarnação anterior, excluindo a 13ª temporada.

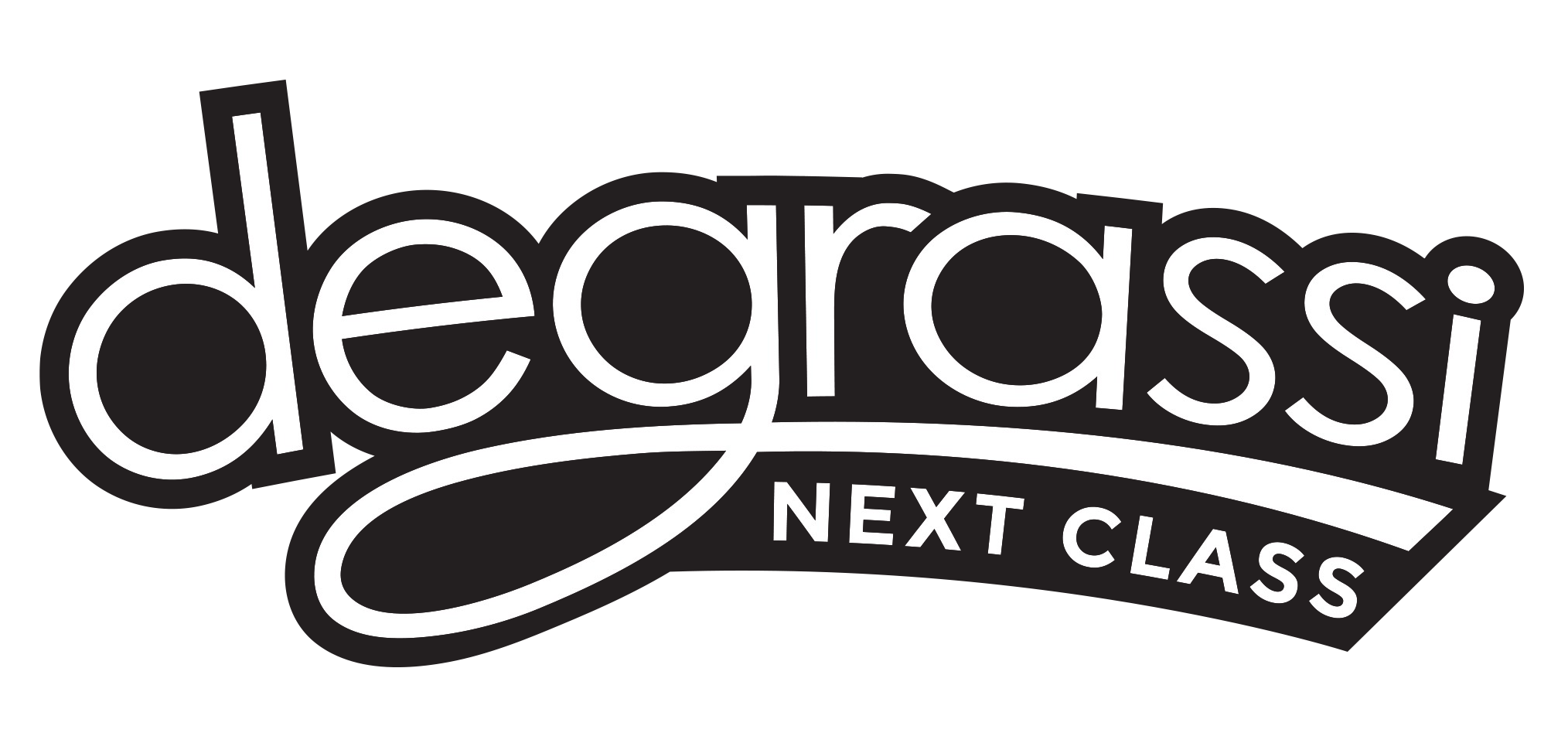
Logo de Degrassi: Next Class

## Elenco

### Regulares da série
A primeira temporada tem dezenove atores recebendo faturamento de estrelas, com quatorze deles retornando da série anterior. Aqueles em negrito são novos para o elenco nesta temporada:
- Amanda Arcuri como Lola Pacini (9 episódios)
- Amir Bageria como Baaz Nahir (5 episódios)
- Soma Bhatia como Goldi Nahir (5 episódios)
- Jamie Bloch como Yael Baron (6 episódios)
- Stefan Brogren como Archie "Snake" Simpson (3 episódios)
- Chelsea Clark como Esme Song (7 episódios)
- Reiya Downs como Shaylynn "Shay" Powers (8 episódios)
- Ana Golja como Zoe Rivas (8 episódios)
- Nikki Gould como Grace Cardinal (10 episódios)
- Ricardo Hoyos como Zigmund "Zig" Novak (10 episódios)
- Ehren Kassam como Jonah Haak (9 episódios)
- Andre Kim como Winston "Chewy" Chu (10 episódios)
- Lyle Lettau como Tristan Milligan (9 episódios)
- Spencer Macpherson como Hunter Hollingsworth (8 episódios)
- Eric Osborne como Miles Hollingsworth III (10 episódios)
- Dante Scott como Vijay Maraj (7 episódios)
- Olivia Scriven como Maya Matlin (10 episódios)
- Sara Waisglass como Frankie Hollingsworth (10 episódios)
- Richard Walters como Deon "Tiny" Bell (9 episódios)

### Elenco de apoio

#### Pais
- Stephanie Moore como a Sra. Diana Hollingsworth (6 episódios)
- Kate Hewlett como Mrs. Margaret Matlin (4 episódios)
- John Ralston como o Sr. Miles Hollingsworth II (2 episódios)
- Cheri Maracle como Ms. Cardinal (2 episódios)
- Elle Downs como Mrs. Powers (1 episódio)
- Sterling Jarvis como Mr. Powers (1 episódio)
- America Olivo como Ms. Rivas (1 episódio)

#### Faculdade
- Michael Brown como Mr. Mitchell (5 episódios)
- Pague Chen como a Sra. Lin (3 episódios)
- Ashley Comeau como a Sra. Badger (2 episódios)
- Michael Kinney como o Sr. Darryl Armstrong (2 episódios)
- Aisha Alfa como Ms. Grell (1 episódio)
- Tom Melissis como o Sr. Dom Perino (1 episódio)

#### Outros
- David Sutcliffe como ele mesmo (1 episódio)

## Produção
Após o cancelamento das 14 temporadas de Degrassi no TeenNick, a Nickelodeon passou em campo por "Degrassi: Next Class". Esta reinicialização da série foi mais tarde captada pela Netflix e é considerada uma série independente para uma nova geração - uma nova encarnação. Esta temporada foi filmada junto com a 2ª temporada. O show recebeu uma ordem de 20 episódios com os episódios sendo divididos em duas temporadas na Netflix e na Family. Amir Bageria e Stefan Brogren, estrelas da série, confirmaram isso antes da exibição do episódio 10. F2N e Degrassi também estão anunciando o episódio 10 como o final da temporada da primeira temporada. As filmagens para as duas temporadas começaram em junho de 2015 e foram encerradas no início de setembro do mesmo ano.

## Episódios
| N.º na série | N.º na temp. | Título                       | Dirigido por   | Escrito por          | Lançamento            | Cód. de produção |
| --- | ------------ | ---------------------------- | -------------- | -------------------- | --------------------- | ---------------- |
| 1 | 1            | "#BootyCall"                 | Stefan Brogren | Courtney Jane Walker | 4 de janeiro de 2016  | 101              |
| Nota: Primeira aparição de Soma Bhatia como Goldi Nahir, Jamie Bloch como Yael Baron e Dante Scott como Vijay Maraj. |              |                              |                |                      |                       |                  |
| 2 | 2            | "#NoFilter"                  | Stefan Brogren | Courtney Jane Walker | 5 de janeiro de 2016  | 102              |
| Nota: Primeira aparição do Chelsea Clark como Esme Song.                                                             |              |                              |                |                      |                       |                  |
| 3 | 3            | "#YesMeansYes"               | Stefan Brogren | Alejandro Alcoba     | 6 de janeiro de 2016  | 103              |
| Nota: Primeira aparição de Amir Bageria como Baaz Nahir.                                                             |              |                              |                |                      |                       |                  |
| 4 | 4            | "#NotOkay"                   | Stefan Brogren | Alejandro Alcoba     | 7 de janeiro de 2016  | 104              |
| 5 | 5            | "#ButThatsNoneOfMyBusiness"  | Eleanor Lindo  | Matt Huether         | 8 de janeiro de 2016  | 105              |
| 6 | 6            | "#NotAllMen"                 | Eleanor Lindo  | Matt Huether         | 11 de janeiro de 2016 | 106              |
| 7 | 7            | "#ThisCouldBeUsButYouPlayin" | Eleanor Lindo  | Sarah Glinski        | 12 de janeiro de 2016 | 107              |
| 8 | 8            | "#TeamFollowBack"            | Eleanor Lindo  | Ian MacIntyre        | 13 de janeiro de 2016 | 108              |
| 9 | 9            | "#SinceWeBeinHonest"         | Stefan Brogren | Alejandro Alcoba     | 14 de janeiro de 2016 | 109              |
| 10 | 10           | "#SorryNotSorry"             | Stefan Brogren | Sarah Glinski        | 15 de janeiro de 2016 | 110              |